# ۱۹۱۷ (فیلم ۲۰۱۹)
۱۹۱۷ یک فیلم جنگی حماسی به تهیه‌کنندگی و کارگردانی سم مندس است که در سال ۲۰۱۹ منتشر شد. مندس فیلم‌نامهٔ این فیلم را با همراهی کریستی ویلسون-کرنز و با الهام از خاطره‌ای که پدربزرگش برای او تعریف کرده بود، به رشته تحریر درآورده است. داستان فیلم در بهار سال ۱۹۱۷ و در طی جنگ جهانی اول در شمال فرانسه رقم می‌خورد. جرج مکای، دین-چارلز چپمن، مارک استرانگ، اندرو اسکات، ریچارد مدن، کالین فرث و بندیکت کامبربچ ستارگان فیلم هستند.
پرونده ساخت ۱۹۱۷ نخستین بار در ژوئن ۲۰۱۸ باز شد. تام هالند نخستین انتخاب مندس برای بازی در نقش اول فیلم بود اما به علت طولانی بودن مراحل فیلم‌برداری و تداخل با پروژه‌های دیگر هالند، او این پیشنهاد را رد کرد. در اکتبر ۲۰۱۸ خبر رسید که راجر دیکینز به عنوان مدیر فیلم‌برداری به پروژه پیوسته و سپس مشخص است که دیکینز و مندس قصد دارند فیلم را به صورت برداشت بلند، فیلم‌برداری کنند. کار تصویربرداری به علت پیچیده بودن پروژه و سخت‌گیری‌های مندس و دیکینز بیشتر از مدت تعیین شده به طول انجامید.
۱۹۱۷ در فاصله آوریل تا ژوئیه ۲۰۱۹ در مکان‌های مختلف همچون ویلتشر، اسکاتلند و استودیوهای شپرتون جلوی دوربین رفت.
۱۹۱۷ در ۲۵ دسامبر ۲۰۱۹ در آمریکا توسط یونیورسال استودیوز اکران شد و از ۱۰ ژانویه ۲۰۲۰ نیز در انگلیس توسط انترتینمنت وان به‌روی پرده رفت. فیلم با تحسین گسترده منتقدان همراه بود و در زمینه تیم بازیگری، کارگردانی، فیلم‌برداری، موسیقی و طراحی صحنه ستایش شد. بنیاد فیلم آمریکا و هیئت ملی بازبینی فیلم، ۱۹۱۷ را جزو ده فیلم برتر سال ۲۰۱۹ معرفی کردند. فیلم یک موفقیت در گیشه بود و در سراسر جهان ۳۸۴ میلیون دلار فروش کرد درحالی که بودجه ساخت آن ۹۵ میلیون دلار است. ۱۹۱۷ در هفتاد و هفتمین مراسم گلدن گلوب در سه رشته بهترین فیلم درام، بهترین کارگردانی و بهترین موسیقی متن نامزد دریافت جایزه شد که فقط در کسب جایزه موسیقی ناکام ماند. همچنین در نود و دومین دوره جوایز اسکار، فیلم در ۱۰ رشته از جمله بهترین فیلم، بهترین کارگردانی، بهترین فیلم‌نامه غیراقتباسی نامزد دریافت جایزه اسکار بود که در نهایت سه جایزه بهترین فیلم‌برداری، بهترین جلوه‌های ویژه و بهترین میکس صدا را به خود اختصاص داد.

## خلاصه داستان
در تاریخ ۶ آوریل ۱۹۱۷، عملیات شناسایی هوایی نشان می‌دهد که ارتش امپراتوری آلمان، که از جبهه غربی در شمال فرانسه عقب‌نشینی کرده بود، در واقع در حال فرار نیست بلکه به طور استراتژیک به خط دفاعی جدید هیدنبرگ منتقل شده است تا با آتشبارهای سنگین خود، ارتش بریتانیا را غافلگیر کند. در سنگرهای بریتانیایی، با خطوط تلفن قطع شده، دو سرباز جوان به نام‌های ویلیام شوفیلد، که از سربازان باتجربه در میدان سوم، و تام بلیک، مأمور می‌شوند پیام مهمی از ژنرال ارینمور به کلنل مک‌کنزی از هنگ دوم گردان دوونشایر برسانند تا حمله‌ای که برای صبح روز بعد برنامه‌ریزی شده بود و جان ۱۶۰۰ سرباز، از جمله برادر تام به نام جوزف را به خطر می‌انداخت، لغو کنند.
برای رساندن سریع‌تر پیام، شوفیلد و بلیک تصمیم می‌گیرند از زمین هیچ‌کس (no man’s land) عبور کرده و از سنگرهای آلمانی متروکه عبور کنند. در یکی از پناهگاه‌های زیرزمینی، آنها با یک تله سیم‌کشی‌شده روبه‌رو می‌شوند که توسط موشی فعال می‌شود و انفجاری رخ می‌دهد که نزدیک است شوفیلد را بکشد، اما بلیک او را نجات می‌دهد و هر دو فرار می‌کنند. سپس به یک خانه روستایی متروکه می‌رسند که هواپیمای آلمانی‌ای در آن سقوط کرده است. آنها خلبان سوخته را نجات می‌دهند، اما همان خلبان به‌طور غافلگیرانه تام بلیک را با چاقو به شکم می‌زند و شوفیلد مجبور می‌شود خلبان را بکشد. در حالی که بلیک به دلیل خونریزی شدید جان می‌دهد، شوفیلد او را تسلی می‌دهد و قول می‌دهد مأموریت را به پایان برساند و به مادر بلیک نامه بنویسد.
با گرفتن حلقه‌ها و پلاک شناسایی بلیک و نامه ژنرال، شوفیلد توسط واحد بریتانیایی‌ای که دود هواپیما را دیده‌اند، سوار می‌شود. اما به دلیل تخریب یک پل روی کانال نزدیک اکوس-سن-مئن، کامیون‌های بریتانیایی نمی‌توانند عبور کنند و شوفیلد مجبور می‌شود تنها عبور کند. در طی عبورش از پل، تیراندازی یک تک‌تیرانداز او را هدف قرار می‌دهد و پس از تبادل تیر، هر دو همزمان شلیک می‌کنند؛ تک‌تیرانداز کشته و شوفیلد به سر اصابت می‌کند و بیهوش می‌شود.
وقتی شوفیلد در شب به هوش می‌آید، از خرابه‌های روشن شده با چراغ‌های فلر عبور می‌کند. در حین فرار از دست یک دسته آلمانی، زن فرانسوی‌ای را پیدا می‌کند که با کودکی ظاهراً یتیم پنهان شده است. زن زخمی‌های شوفیلد را درمان می‌کند و او به او غذا و شیر می‌دهد. با این حال، با شنیدن صدای ناقوس ساعت و آگاهی از گذر زمان، شوفیلد ترک می‌کند. در مسیرش، یکی از سربازان آلمانی را خفه می‌کند و با پریدن به رودخانه، از تعقیب می‌گریزد. جریان آب او را از آبشار عبور می‌دهد تا به ساحل رودخانه برسد.
در جنگل، شوفیلد به گردان D از ۲nd Devons می‌رسد که آخرین موج حمله را تشکیل می‌دهند. هنگامی که گردان به سمت خط مقدم حرکت می‌کند، شوفیلد می‌دود تا کلنل مک‌کنزی را پیدا کند. وقتی می‌بیند که سنگرها بیش از حد شلوغ است و نمی‌تواند به موقع به مک‌کنزی برسد، از روی سنگرها به‌صورت باز می‌دود، درست در زمانی که نیروهای پیاده‌نظام برای حمله آماده می‌شوند. او خود را به مک‌کنزی می‌رساند و پیام را به او تحویل می‌دهد تا حمله لغو شود. کلنل که خسته و بدبین است، به شوفیلد می‌گوید که احتمالاً فرماندهان فردا دوباره این تصمیم را تغییر می‌دهند و جنگ فرسایشی ادامه خواهد داشت.
شوفیلد برادر تام، جوزف، را می‌یابد که در اولین موج حمله بوده ولی سالم مانده است. شوفیلد مأموریت و مرگ تام را به او اطلاع می‌دهد و حلقه‌ها و پلاک شناسایی تام را تحویل می‌دهد. سپس از جوزف اجازه می‌گیرد تا برای مادرشان نامه بنویسد. در نهایت، شوفیلد زیر درختی می‌نشیند و به عکس‌های خانواده‌اش نگاه می‌کند، خسته و در فکر آینده‌ای نامعلوم.

## بازیگران
- جرج مکای در نقش Lance Corporal William "Will" Schofield
- دین-چارلز چپمن در نقش Lance Corporal Thomas "Tom" Blake
- مارک استرانگ در نقش Captain Smith
- اندرو اسکات در نقش Lieutenant Leslie
- ریچارد مدن در نقش Lieutenant Joseph Blake
- Claire Duburcq در نقش Lauri
- کالین فرث در نقش General Erinmore
- بندیکت کامبربچ در نقش Colonel Mackenzie
- دنیل میز در نقش Sergeant Sanders
- آدریان اسکاربرو در نقش Major Hepburn
- جیمی پارکر در نقش Lieutenant Richards
- Pip Carter در نقش Lieutenant Gordon
- Michael Jibson در نقش Lieutenant Hutton
- ریچارد مک‌کیب در نقش Colonel Collins
- Justin Edwards در نقش Captain Ivins
- نبهان رضوان در نقش Sepoy Jondalar
- بیلی پاستویت در نقش PCO Harvey
- Gerran Howell در نقش Private Parry
- John Hollingsworth در نقش Sergeant Guthrie
- Jack Shalloo در نقش Private Seymour
- Paul Tinto در نقش NCO Baker
- Anson Boon در نقش Private Cook
- Tommy French در نقش Private Butler
- Gabriel Akuwudike در نقش Private Buchanan
- Kenny Fullwood در نقش Private Rossi
- Spike Leighton در نقش Private Kilgour
- Elliot Edusah در نقش Private Grey
- Joe Anders در نقش Private Willock (credited در نقش Joe Mendes)

## نقش‌ها
ریچارد مدن و دین-چارلز چپمن هر دو در سریال بازی تاج‌وتخت (۲۰۱۱) ظاهر شدند. همچنین بندیکت کامبربچ و اندرو اسکات پیش از این در سریال شرلوک (۲۰۱۰) با هم کار کرده بودند، کامبربچ در نقش شرلوک هولمز و اسکات در نقش جیمز موریارتی. همچنین، مارک استرانگ در شرلوک هلمز (۲۰۰۹) با بازی رابرت داونی جونیور در نقش شرور لرد هنری بلک وود بازی کرد.

## فیلمبرداری
این فیلم از آوریل تا ژوئن ۲۰۱۹ در ویلتشایر، هانکلی مشترک و گووان، اسکاتلند و همچنین استودیوی «شپرتون» فیلم‌برداری شده‌است. متخصصان حفاظت از محیط زیست که نگران بودند فیلم‌برداری در دشت سالزبری باعث ایجاد مزاحمت برای بقایای بالقوه کشف نشده در منطقه شود، خواستار انجام یک بررسی باستان‌شناسی قبل از شروع ساخت‌وسازها شدند. آماده‌سازی گفتاری قبل از فیلم‌برداری گفته شده که شش ماه طول کشید تا بازیگران، دیالوگ‌ها و محتویات قابل ارائه فیلم را قبل از شروع فیلم‌برداری تمرین کنند. طبق گفته مندس، کوتاه‌ترین نما در این فیلم ۳۹ ثانیه زمان داشته‌است، در حالی که طولانی‌ترین نمای بدون کات ۸ دقیقه و بیست ثانیه بوده‌است.

## اساس فیلم
فیلم الهام گرفته از کتاب تجربیات پدربزرگ سام مندس در جنگ جهانی اول به نام: زندگینامه آلفرد ا. مندس ۱۸۹۷–۱۹۹۱. است.

## پخش
بیتی که شوفیلد برای کودک فرانسوی تلاوت می‌کند، بخشی از شعر "The Jumblies" نوشته ادوارد لیر است. این شعر را می‌توان استعاره ای از مأموریت بلیک و شوفیلد دانست. ("اگرچه آسمان تاریک است و سفر طولانی است، اما هرگز نمی‌توانیم فکر کنیم که عجول بوده‌ایم یا اشتباه کرده‌ایم …"). و نیز در فیلم می‌بینیم که ستوان لسلی به سربازان می‌گوید: «از قدم گذاشتن و نزدیک شدن به چاله‌های آب جلوگیری کنید، زیرا آنها عمیق‌تر از چیزی هستند که فکر می‌کنید». هشدار این بود که از قدم گذاشتن به این دهانه‌ها جلوگیری کنند؛ چرا که گل و لای زیر آب آنقدر غلیظ خواهد بود که اگر سربازی درآن گیر می‌افتاد سرانجام بر اثر خستگی یا قرار گرفتن در معرض شلیک گلوله از پا درمی‌آمد. همچنین می‌بینیم که یکی از هواپیماهای جنگی آلمان، بعد از مورد هدف قرار گرفتن سقوط می‌کند؛ درواقع هواپیماهایی که آلمان در جنگ جهانی اول مورد استفاده قرار داد جنس بدنهٔ فلزی داشتند؛ نخستین هواپیمای جنگنده تمام فلزی آلمان در سال ۱۹۱۴ به عنوان نمونه اولیه ساخته شد، که تا سال ۱۹۱۷، آلمانی‌ها هواپیماهای بدنه فلزی تولید می‌کردند، بسیاری از آنها توسط "Junkers & Albtros" ساخته شده بودند. همچنین به غیر از تصاویر موجود در عکس‌های خانوادگی، زن جوانی که به شوفیلد پناه داده و کودک خردسال که از او مراقبت می‌کند، تنها شخصیت‌های زن هستند که در این فیلم ظاهر می‌شوند.

## تجهیزات فیلم‌برداری
تجهیزات فیلم‌برداری مورد استفاده در این فیلم محصولی از شرکت آلمانی «آری» است که در سال ۱۹۱۷ توسط آگوست آرنولد و رابرت ریشتر در مونیخ تأسیس شد. نام شرکت از نام خانوادگی بنیانگذاران گرفته شده‌است. و از آنجا که تغییر فاصله کانونی (در بیشتر موارد) باعث می‌شود که ویرایش‌های پنهان آشکار شود، بیشتر فیلم بر روی یک لنز ۴۰ میلی‌متری گرفته شده‌است. همچنین راجر دیکینز به عنوان مدیر فیلم‌برداری تصمیم گرفت بیشتر فیلم را با استفاده از چندین نوع لنز با دوربین دیجیتال "Arri Alexa LF" ضبط کند. این نخستین باری بود که در زندگی طولانی خود از این دوربین خاص استفاده می‌کرد.

## حقایق تاریخی فیلم
سربازان در بسیاری از صحنه‌ها الکل می‌نوشند؛ در طی جنگ جهانی اول، جیره‌های جنگ شامل ۲٫۵ اونس مایع (۷۰ میلی لیتر) الکل بود و به سربازان پشت خط دو بار در هفته می‌دادند اما کسانی که در خط مقدم جبهه بودند، روزانه آن را دریافت می‌کردند. همچنین سربازان انگلیسی معمولاً از سربازان آلمانی به عنوان «بوچه» یا «هونسم یاد می‌کنند. بوچه از زبان عامیانه فرانسوی "caboche"، به معنی «دشنام» نشأت گرفته‌است. اصطلاح «هونس» از شهرت بی رحمی که سربازان آلمانی به دلیل برخورد خشن با سربازان دشمن و غیرنظامیان به دست آوردند، ناشی شد. اصطلاحات دیگر مورد استفاده فریتز و جری بود هرچند که تا جنگ جهانی دوم محبوب نبودند. و نیز عقب‌نشینی نیروهای آلمانی که در فیلم به تصویر کشیده شده بود، بخشی از یک واقعه واقعی به نام عملیات آلبریش بود. این عقب‌نشینی تاکتیکی آلمان به خط هیندنبورگ قدیمی بود. با این حال، تاریخی که فیلم ارائه می‌دهد اشتباه است زیرا عملیات آلبریش از ۹ فوریه تا ۲۰ مارس ۱۹۱۷ اتفاق افتاده‌است؛ و آنچه واقعی است، ویرانی و تله‌های انفجاری نیروهای آلمان هنگام عقب‌نشینی است. همچنین محتوای فیلم که مبنی بر ارسال پیام توسط دو نفر است در واقع بسیار دقیق می‌باشد و این نوع هشدار در جنگ جهانی اول و دوم نیز به کار برده می‌شد؛ درست همانند فیلم، سربازان به عنوان «دونده» استخدام می‌شدند تا پیام‌های حملات آینده را به بخشهای دیگر اطلاع دهند اما معمولاً به دلیل خطرات و راه رفتن در میان گل و لای تا زمان ارسال پیام، دیگر برای توقف حملات دیر شده بود. و نیز تاریخی که در ابتدای فیلم، ۶ آوریل ۱۹۱۷ ذکر شده، روزی است که ایالات متحده وارد جنگ علیه آلمان شده‌است.